# Cyathea margarethae
Cyathea margarethae là một loài thực vật có mạch trong họ Cyatheaceae. Loài này được (H.E. Schroet. ex H. Christ) Copel. mô tả khoa học đầu tiên năm 1909.